# نظم و قانون
نظم و قانون (به انگلیسی: Law & Order) یک سریال تلویزیونی پلیسی آمریکایی، اثر دیک وولف است که از سال ۱۹۹۰ تا ۲۰۱۰ از شبکه ان‌بی‌سی پخش می‌شد.
این سریال دارای ۴۵۶ قسمت است و موضوع آن ماجراهای اداره پلیس و دادستانی شهر نیویورک در آمریکا می‌باشد.
مجموعه تلویزیونی «نظم و قانون» برنامه‌ای‌ست که به مسایل خاص اجتماعی می‌پردازد و به همین دلیل بسیار مورد توجه سازمان‌ها و نهادهای اجتماعی قرار گرفته‌است. بازیگران این مجموعه در خارج از صحنه نمایش هم فعالیت‌های زیادی برای ترویج سلامتی و ایمنی بین مردم می‌کنند و به انجام برخی فعالیت‌های اجتماعی داوطلبانه مشهور هستند.
این مجموعه پر از هیجان و در عین حال احساسی، دربارهٔ زندگی و کار دپارتمان جرایم ویژه پلیس نیویورک است. این دپارتمان که گروهی از کارآگاهان نخبه در آن مشغول به کار هستند، مسوول رسیدگی به پرونده‌های جنایی‌ست که ریشه جرم در آن، مسایل جنسی هستند.
کارآگاه ویژه، اولیویا بنسون (ماریسکا هارگیتی)، یک کاراگاه با تجربه و کارکشته است. او سرگروهی است که کار خود را با همدلی و تخصص حرفه‌ای انجام می‌دهد. او خود فرزند یک تجاوز است و همیشه شاهد رنج و اندوه عمیق مادرش بوده. او همیشه تلاش می‌کند شخصاً با قربانیان این پرونده‌های ویژه، ارتباط برقرار کند.
در سال ۲۰۱۱، هارگیتی (کارآگاه بنسون)، برای ششمین بار نامزد جایزه امی بهترین بازیگر شد. او در سال ۲۰۰۶ برنده این جایزه شده بود.
هم چنین در سال ۲۰۱۱، او برای ششمین بار به خاطر بازی خوب و برجسته خود در نقش کارآگاه بنسون، نامزد جایزه.
اس‌ای جی شد. هارگیتای در سال ۲۰۰۹ برای دومین بار نامزد جایزه گلدن‌گلوب بهترین بازیگر زن شد. او در سال ۲۰۰۵ برنده همین جایزه شده بود.
کاپیتان دونالد کراگن، (دن فلارک) بر واحد جرایم ویژه نظارت می‌کند. او با این‌که سخت‌گیر است اما رویکردی.
حمایت‌گرانه دارد و از تیم‌اش، به ویژه هنگامی که با چالش‌های بسیار پیچیده‌ای روبرو هستند، حمایت می‌کند.
کارآگاه جان مانچ (ریچارد بلزر)، که از بالتیمور منتقل شده، ویژگی‌های خاصی دارد. مانند شوخ‌طبعی، داشتن روحیه تئوری.
توطئه یا توطئه اندیشی و مهارت در تحقیق به شکل نامحسوس. این ویژگی‌ها او را یه یک جفتِ خوب برای مانچ تبدیل کرده.
نیک آمارو و آماندا رولینز، دو کارآگاه جدید در این گروه هستند که از تجربیات کارآگاهان ارشد بهره می‌برند اما با این‌حال استعداد و مهارت خاص فردی خوبی هم در تحقیقات دارند. آن‌ها گاهی از نظر احساسی، با پرونده‌ها بسیار درگیر می‌شوند.

## جوایز
جایزه امی:
- بهترین فیلم‌برداری - مجموعهٔ تلویزیونی
- بهترین سریال درام
- بهترین بازیگر زن مهمان - لسلی کارون در سال ۲۰۰۷
- بهترین بازیگر مهمان - آن مارگرت در سال ۲۰۰۷
- بهترین بازیگر مهمان - الن بورستین در سال ۲۰۰۹
- بهترین بازیگر نقش زن - سینتیا نیکسون در سال ۲۰۰۸
- بهترین تدوین صدا - مجموعهٔ تلویزیونی

جایزه انجمن بازیگران فیلم:
- بهترین بازیگر مرد در سریال درام (سام واترستون)
- بهترین بازیگر مرد در سریال درام (جری اورباک)

دیگر جوایز
- مجموعه «نظم و قانون» در سال ۲۰۰۷ در نوزدهمین دوره جوایز رسانه‌ای گلاد، برنده جایزه بهترین تک‌اپیزود شد.
- در سال ۲۰۰۷، ریچارد بلیزر نامزد عنوان جایزه بهترین بازیگر از نگاه تماشاگران شد و در همان سال مجموعه «نظم و قانون» نامزد جایزه بهترین سریال از نگاه مردم شد.